# Robert Dyce
Robert Dyce (* 30. November 1798 in Aberdeen; † 11. Januar 1869 in Edinburgh) war ein schottischer Allgemeinmediziner und Professor für Obstetrik an der University of Aberdeen.

## Leben

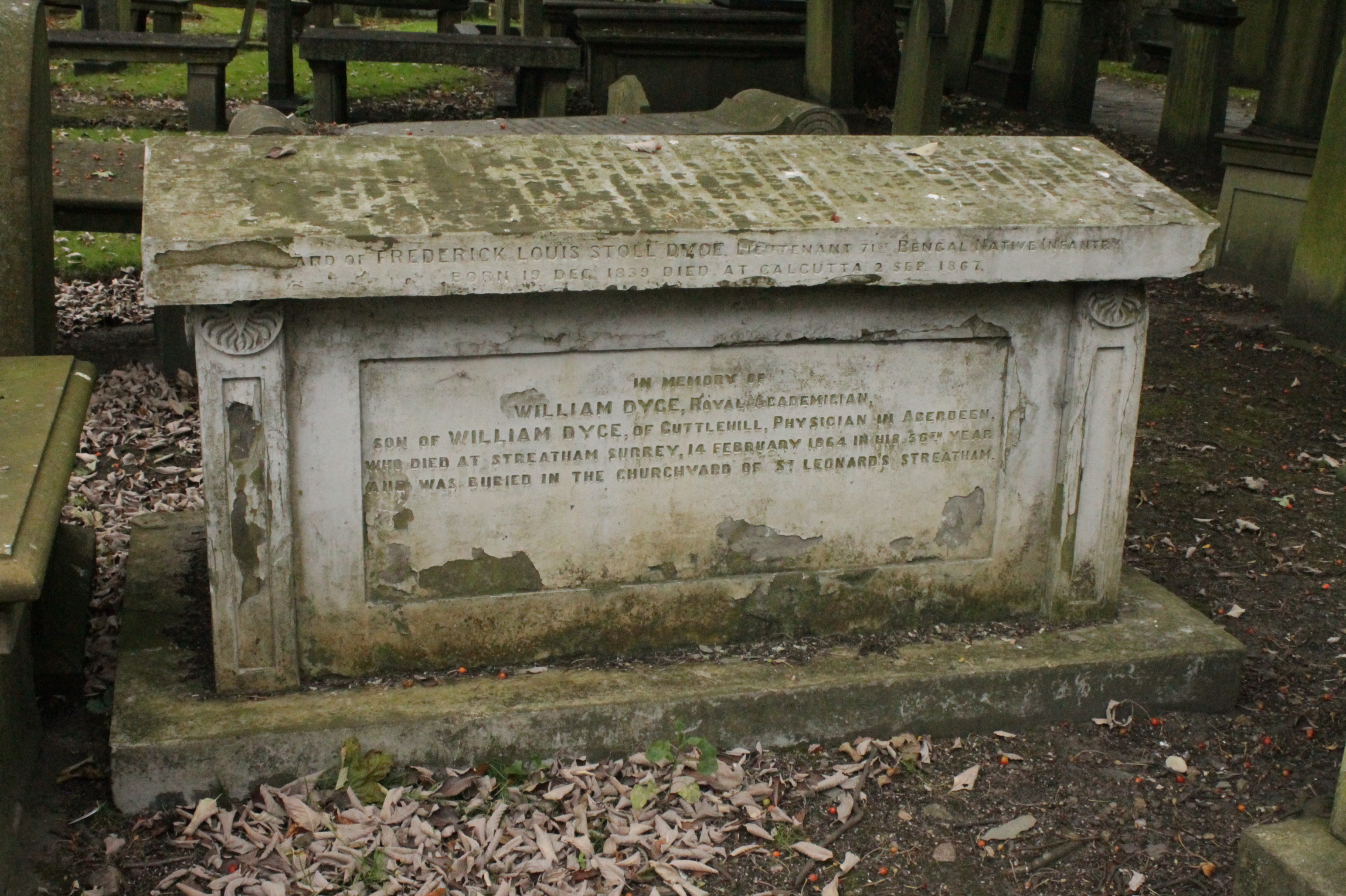
Grab der Familie Dyce, Kirk of St Nicholas, Aberdeen

Dyce wurde in Aberdeen als ältester Sohn von acht Kindern von Margaret Chalmers Dyce (1776–1856) und William Dyce aus Fonthill und Cuttlehill (1770–1835) geboren. Seine frühen Jahre lebte er in der Marischal Street No. 48. Sein jüngerer Bruder war der Maler William Dyce. Sein Onkel war General Alexander Dyce bei der East India Company. Robert studierte Medizin am Marischal College in Aberdeen (M.A. 1816)  und ergänzte sein Wissen sowohl an der University of Edinburgh aus auch in London. Er schloss sich dem Militär an und diente im Militärhospital in Chatham wechselte im Stab des neuen Gouverneurs Lowry Cole 1821 nach Mauritius und anschließend in der Kapkolonie bis 1833. 1832 heiratete Dyce Antoinetta Louisa Stoll (1813–1886), die Tochter eines hochrangigen Verwaltungsmitarbeiters. Der Ehe entstammen drei Jungen und drei Mädchen.
In Südafrika war Dyce eines der Gründungsmitglieder der South African Institution, einer der beiden Vorgängerorganisationen der Royal Society of South Africa. Dyce hätte in der Kapkolonie mit hohen Ansehen verbleiben können, aber er kehrte 1833 mit dem Gouverneur zurück nach Großbritannien. Ihm wurde eine Stelle in Maidstone (Kent) zugewiesen, auf der er bis zum Tode seines Vaters 1836 verblieb. Seine Familie drang ihn, sich in Aberdeen niederzulassen und so quittierte er seinen Dienst und übernahm die große Praxis seines Vaters zusammen mit weiteren Verpflichtungen.
1841 begann er, Vorlesungen am Marischal College zu halten. Als die beiden Aberdeenschen Colleges 1860 zur Universität Aberdeen vereinigt wurden, wurde seine Stelle zu einer vollen Professur mit Dyce als dem ersten Professor. Neben gelegentlichen medizinischen Veröffentlichungen verfolgte Dyce seine Hobbys, die Insektenkunde und Ichthyologie.
1864 wurde er, vorgeschlagen von Cosmo Innes, zum Fellow der Royal Society of Edinburgh gewählt.
Dyce verstarb am 1869 in Edinburgh, wo er nach einigen Gesundheitsproblemen ärztlichen Beistand suchte. Die vermutliche Todesursache war eine akute, beidseitige Lungenentzündung. Er wurde im Grab seiner Eltern an der Südseite der Kirk of St Nicholas in der Union Street von Aberdeen beigesetzt.